# Ayelmán
Ayelmán o Aguilmán (en árabe: أجلمام‎, en lenguas bereberes: ⴰⴳⴻⵍⵎⴰⵎ, en francés: Ajermam) es una localidad marroquí perteneciente al municipio de Beni Chikar, en la región Oriental. Desde 1912 hasta 1956 perteneció a la zona norte del Protectorado español de Marruecos.